# Inkorporacja norm prawnych
Inkorporacja norm prawnych – pojęcie bliskoznaczne do kodyfikacji, oznacza zebranie i spisanie norm prawnych, np. norm do tej pory występujących w formie zwyczajowej bądź też norm rozproszonych w wielu aktach prawnych, w formie jednego aktu normatywnego. Z reguły wskazuje się na różnice między inkorporacją a kodyfikacją sprowadzające się do jednoczesnego wprowadzania modyfikacji do norm prawnych. Jeżeli normy prawne spisywane są w dotychczasowym brzmieniu, mówimy o inkorporacji. Jeżeli natomiast przy spisywaniu norm, wprowadzamy modyfikacje (np. aby dostosować treść normy do zmieniającej się rzeczywistości), mówimy o kodyfikacji.